# Propimelodus caesius
Propimelodus caesius är en fiskart som beskrevs av Parisi, Lundberg och Donascimiento 2006. Propimelodus caesius ingår i släktet Propimelodus och familjen Pimelodidae. Inga underarter finns listade i Catalogue of Life.